# Ali Laarayedh
Ali Laarayedh (en árabe: علي العريض‎) (n. en Médenine, Túnez, 19 de julio de 1955) es un político e ingeniero tunecino.
Miembro del Partido del Renacimiento (Ennahda).
En el año 2011 fue elegido Ministro de Interior, hasta que desde marzo de 2013 hasta enero de 2014 ocupó el cargo de primer ministro de Túnez.

## Biografía
Nacida en la ciudad tunecina de Médenine el 19 de julio del año 1955.
Licenciado en Ingeniera por Escuela de Navegación Marítima de Túnez.
Al finalizar sus estudios universitarios entró en el mundo de la política siendo miembro del Partido del Renacimiento (o Ennahda), del cual en el año 1981 fue portavoz hasta 1990 que fue detenido y acosado por la policía y tiempo más tarde fue condenado a quince años de prisión, en los que sufrió torturas y se le realizaron peligrosas técnicas médicas que le podría haber costado la misma vida, todo ello durante las dictaduras de los presidentes Habib Burguiba y Zine El Abidine Ben Ali.
Tras el derrocamiento de Zine El Abidine Ben Ali, retomó sus actividades políticas en el Partido del Renacimiento y también se unió al gabinete en el gobierno del nuevo primer ministro Hamadi Yebali, la cual el día 24 de diciembre de 2011 fue miembro de la Asamblea Constituyente y siendo nombrado como ministro del Interior en el que se comprometió a apoyar la paz en Túnez y a rechazar el extremismo religioso, el tribalismo y el regionalismo.
Posteriormente, Hamadi Yebali tras renunciar a su cargo político en sucesión ocupó el cargo de secretario general del Partido del Renacimiento, y el día 14 de marzo de 2013 fue nombrado por el presidente Moncef Marzouki como 12.º primer ministro de Túnez.

## Vida privada
Ali Laarayedh está casado con Widad larayedh (que también durante las dictaduras sufrió abusos y torturas).
Tienen una hija y dos hijos.
También es hermano del político Amer Larayedh, que es miembro de la asamblea nacional tras las Elecciones a la Asamblea constituyente de Túnez de 2011.